# Maximiliano Hernández Martínez
Maximiliano Hernández Martínez (wym. [ernạndes martịnes]; ur. 21 października 1882 w San Matías, zm. 15 maja 1966 w Jamastrán) – generał armii Salwadoru, który sprawował dyktatorskie rządy w tym państwie od 1931 do 1944.

## Życiorys

### Dojście do władzy
Pełnił funkcję szefa sztabu armii i ministra wojny rządzie prezydenta Arturo Araujo, którego poparł w wyborach prezydenckich w marcu 1931 zorganizowanych przez odchodzącego prezydenta Pío Romero Bosque w celu powiększenia swoich wpływów politycznych, co udało mu się po tym osiągnąć. W 1931 na drodze wojskowego zamachu stanu obalił go po spadku popularności jego rządów spowodowanym przez światowy kryzys ekonomiczny oraz niewypłacaniu pensji żołnierzom od ponad miesiąca przez rząd. Władzę po Araujo przejęła zaakceptowana przez USA junta, w której Maximiliano Hernandez został wiceprezydentem, po czym zobowiązał się przeprowadzić wolne wybory. Odniósł w nich zwycięstwo i rządził przez dwie kadencje, zapoczątkowując trwający przez ponad 40 lat okres autorytaryzmu wojskowego w historii Salwadoru.

### Powstanie w 1932
Po objęciu urzędu prezydenta w dniu 4 grudnia 1931 Hernandez musiał już w styczniu następnego roku zmierzyć się z powstaniem chłopów zachodniosalwadorskich, Indian pochodzących przeważnie z plemienia Pipil oraz członków Komunistycznej Partii Salwadoru (PCS). Hernandez już wcześniej znał plany tego zrywu, toteż aresztował bez problemu przywódców PCS, w tym Farabundo Martiego, po czym krwawo stłumił całą rebelię, doprowadzając do śmierci ludzi w liczbie od 10 000 do 30 000, po czym przystąpił do eliminacji przywódców ich wodzów: 1 lutego 1932 rozstrzelał Farabundo Martiego i pozostałych liderów PCS, to samo spotkało Feliciano Amę – wodza plemienia Izalco – oraz Francisco Sáncheza – chłopskiego dowódcę z departamentu Sonsonate. Brutalne stłumienie buntu przez Hernandeza, któremu pomogła oligarchia ziemska, wynikało z pragnienia prowadzenia przezeń proamerykańskiej polityki, z którą wiązała się realizacja działań przeciwko wszelkim ruchom lewicowym. Przyczynił się w ten sposób do rychłego i systematycznego procesu wynarodowienia Indian.

### Prezydentura
Hernandez po stłumieniu rebelii umocnił zaprowadzoną przez siebie w kraju militarną dyktaturę z sobą na czele, czerpiąc ze wzorów faszystowskich i brutalnie rozprawiając się z przeciwnikami politycznymi, których szeregi złożone były głównie ze zwolenników komunizmu i chrześcijańskiej demokracji. Od 28 sierpnia 1934 do 1 marca 1935 był odsuwany od władzy przez samozwańczego wojskowego Andresa Ignacio Menendeza, lecz i tym razem utrzymał się przy władzy. Maximiliano Hernandez był wegetarianinem i teozofem wierzącym w reinkarnację i większe obciążenie moralne w przypadku zabiciu mrówki niż człowieka, zaś jednym z jego irracjonalnych zarządzeń wewnątrzkrajowych było zaklejenie czerwonym papierem wszystkich latarni ulicznych na terenie całego państwa w celu zapobiegnięcia epidemii odry. W polityce zagranicznej realizował politykę pogłębienia stosunków dyplomatycznych z państwami faszystowskimi.
W gospodarce dążył do zniwelowania konsekwencji kryzysu ekonomicznego rozpoczętego w Salwadorze po spadku światowych cen kawy za czasów prezydenta Arturo Araujo. W tym celu unieważnił długi posiadaczy plantacji i założył Bank Hipoteczny – państwową instytucję finansową, która udzielała plantatorom kredytów, jednak z powodu charakteru swoich rządów jego osoba stała się tak niepopularna, iż w maju 1944 kraj znalazł się w stanie paraliżu z powodu powszechnego strajku siedzącego: pracownicy zjawiali się w miejscach pracy, lecz nie wykonywali żadnej roboty. Zniszczyło to plany Hernandeza odnośnie do przystąpienia do kolejnych wyborów prezydenckich, które to posunięcie wiązałoby się ze złamaniem konstytucji zabraniającej reelekcji. Armia usunęła go z urzędu prezydenta podczas kolejnego zamachu stanu, jednak jego dyktatorska polityka była kontynuowana przez następnych wojskowych prezydentów. Hernandez ustąpił i uciekł do Gwatemali, a następnie wyemigrował do Hondurasu. Tam został zadźgany przez swego kierowcę, Cipriano Moralesa, którego ojciec padł ofiarą reżimu Hernandeza.